# Heiligenschwendi
Heiligenschwendi (toponimo tedesco) è un comune svizzero di 682 abitanti del Canton Berna, nella regione dell'Oberland (circondario di Thun).

## Storia
Nel 1958 la località di Hünibach, fino ad allora frazione di Heiligenschwendi, fu assegnata a Hilterfingen.

## Monumenti e luoghi d'interesse
- Chiesa riformata e metodista, eretta nel 1925[1].

## Società

### Evoluzione demografica
L'evoluzione demografica è riportata nella seguente tabella:
Abitanti censiti

## Amministrazione
Ogni famiglia originaria del luogo fa parte di uno dei due comuni patriziali (Heiligenschwendi e Schwendi) che hanno la responsabilità della manutenzione di ogni bene ricadente all'interno dei confini del comune.